# Barje (Bosilegrad)
Barje (cirill betűkkel Барје, bolgárul Барие) egy falu Szerbiában, a Pcsinyai körzetben, a Bosilegradi községben.

## Népesség
- 1948-ban 146 lakosa volt.
- 1953-ban 180 lakosa volt.
- 1961-ben 164 lakosa volt.
- 1971-ben 140 lakosa volt.
- 1981-ben 82 lakosa volt.
- 1991-ben 42 lakosa volt
- 2002-ben 7 lakosa volt,[1] akik közül 6 szerb (85,71%).[2]